# Naufraghi (film 1915)
Naufraghi (Cast Up by the Sea) è un cortometraggio muto del 1915 diretto da Kenean Buel e interpretato da Alice Joyce e James B. Ross.

## Trama
Trama e critica su Stanford University

## Produzione
Il film, in due rulli, fu prodotto dalla Kalem Company.

## Distribuzione
Il film - un cortometraggio in due bobine - venne distribuito nelle sale statunitensi il 4 gennaio 1915 dalla General Film Company. In Italia uscì nel 1916 distribuito da Ferretti con il visto di censura numero 11043.